# Amstetten Thunder 2017
Questa voce raccoglie le informazioni riguardanti gli Amstetten Thunder nelle competizioni ufficiali della stagione 2017.

## AFL - Division I 2017

### Stagione regolare
| Landeck 26 marzo 2017, ore 15:15 1ª giornata | Tirol Raiders JV | 21 – 35 (7-0 7-6 7-15 0-14) referto | Amstetten Thunder | Stadion Perjen |

| 15 aprile 2017, ore 15:00 3ª giornata | Amstetten Thunder | 34 – 12 (7-6 7-6 0-0 20-0) referto | Styrian Bears |  |

| 30 aprile 2017, ore 15:00 4ª giornata | Salzburg Bulls | 15 – 39 (0-20 3-0 12-19 0-0) referto | Amstetten Thunder |  |

| 14 maggio 2017, ore 15:00 CEST 5ª giornata | Amstetten Thunder | 25 – 24 (7-0 5-7 6-8 7-9) referto | Vienna Knights |  |

| 27 maggio 2017, ore 15:00 6ª giornata | Styrian Bears | 10 – 33 (0-10 3-13 0-7 7-3) referto | Amstetten Thunder |  |

| 10 giugno 2017, ore 15:00 CEST 7ª giornata | Amstetten Thunder | 40 – 20 (7-7 0-0 14-6 19-7) referto | Tirol Raiders JV |  |

| 1º luglio 2017, ore 18:00 CEST 9ª giornata | Vienna Knights | 7 – 35 (7-7 0-7 0-7 0-14) | Amstetten Thunder |  |

| 8 luglio 2017, ore 15:00 CEST 10ª giornata | Amstetten Thunder | 39 – 6 (7-6 7-0 25-0 0-0) referto | Salzburg Bulls |  |

### Playoff
| Amstetten 22 luglio 2017, ore 15:00 Semifinale | Amstetten Thunder | 3 – 14 (0-0 3-0 0-7 0-7) referto | Sankt Pölten Invaders | Umdasch Stadion |

## Statistiche di squadra
| Competizione      | %Vittorie | In casa | In casa | In casa | In casa | In casa | In casa | In trasferta | In trasferta | In trasferta | In trasferta | In trasferta | In trasferta | Totale | Totale | Totale | Totale | Totale | Totale |
| Competizione      | %Vittorie | G       | V       | N       | P       | Pf      | Ps      | G            | V            | N            | P            | Pf           | Ps           | G      | V      | N      | P      | Pf     | Ps     |
| ----------------- | --------- | ------- | ------- | ------- | ------- | ------- | ------- | ------------ | ------------ | ------------ | ------------ | ------------ | ------------ | ------ | ------ | ------ | ------ | ------ | ------ |
| Stagione regolare | 1.000     | 4       | 4       | 0       | 0       | 138     | 62      | 4            | 4            | 0            | 0            | 142          | 53           | 8      | 8      | 0      | 0      | 280    | 115    |
| Playoff           | .000      | 1       | 0       | 0       | 1       | 3       | 14      | 0            | 0            | 0            | 0            | 0            | 0            | 1      | 0      | 0      | 1      | 3      | 14     |
| Totale            | .889      | 5       | 4       | 0       | 1       | 141     | 76      | 4            | 4            | 0            | 0            | 142          | 53           | 9      | 8      | 0      | 1      | 283    | 129    |